# HD143236
HD143236 — хімічно пекулярна зоря спектрального класу
B9 й має видиму зоряну величину в смузі V приблизно  9,1.

## Пекулярний хімічний склад
Зоряна атмосфера HD143236 має підвищений вміст 
Si
.